# Jordan Skilken
Jordan Skilken (11 de abril de 2001) es una deportista estadounidense que compite en saltos de trampolín. En los Juegos Panamericanos de 2023 obtuvo una medalla de bronce en la prueba de trampolín 3 m sincro.

## Palmarés internacional
| Juegos Panamericanos | Juegos Panamericanos | Juegos Panamericanos | Juegos Panamericanos |
| Año                  | Lugar                | Medalla              | Prueba               |
| -------------------- | -------------------- | -------------------- | -------------------- |
| 2023                 | Santiago (Chile)     | Medalla de bronce    | Trampolín 3 m sincro |